# 보잉 방산우주보안

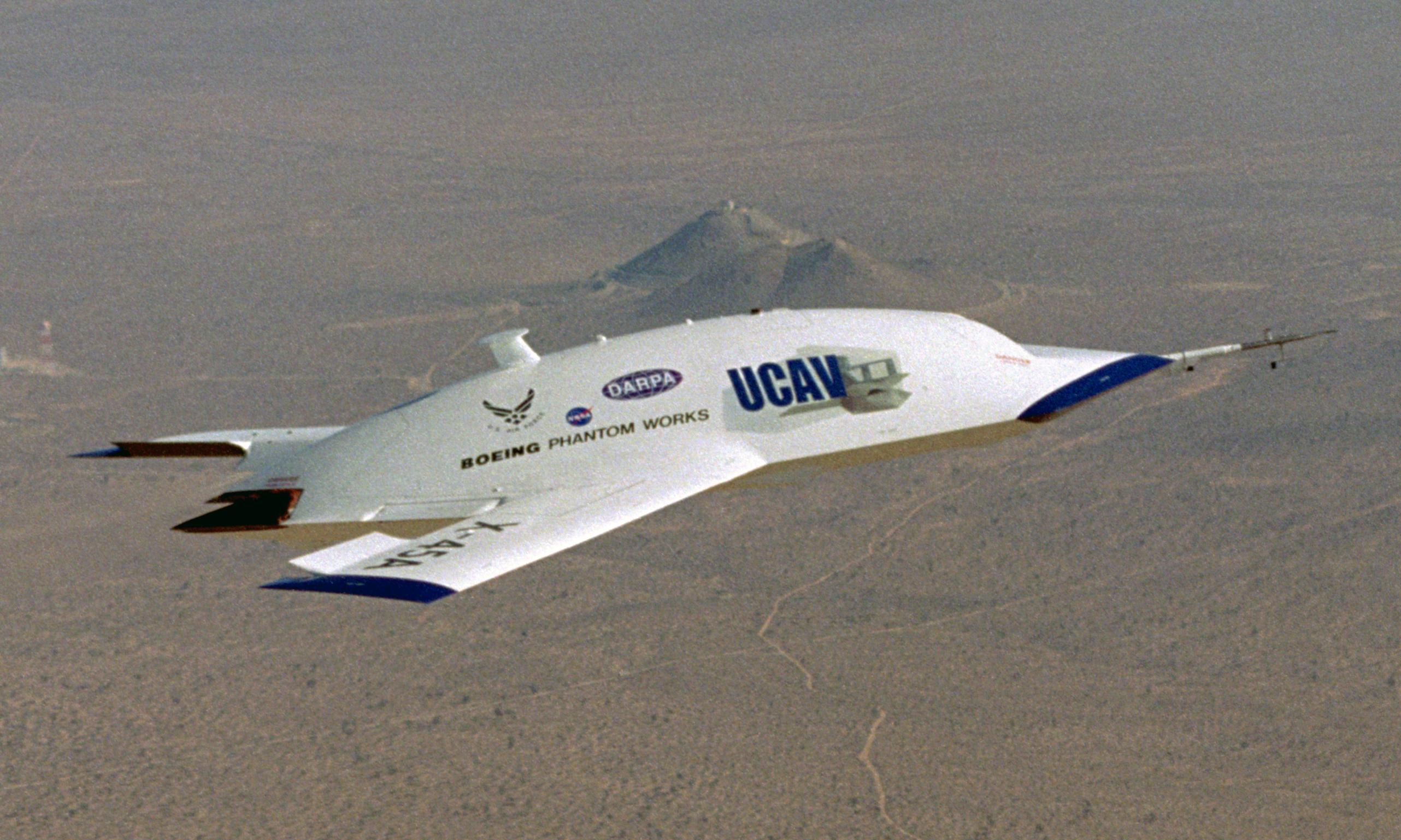

보잉 방산우주보안(Boeing Defense, Space & Security; BDS)은 보잉 사의 방위산업 및 항공우주 부문이다. 2002년 "보잉 통합방위시스템"(Boeing Integrated Defense Systems; IDS)이라는 이름으로 만들어졌다. 보잉 방산우주보안은 모기업인 보잉 사를 세계에서 둘째가는 군수산업체로 만드는 데 이바지했으며, 2011년 기준 보잉사 수입의 45%를 벌어들이고 있다. 본부는 미주리주 세인트루이스 시에 소재하고 있으며, 2000년 기준 세인트루이스 군에서 가장 많은 일자리를 창출하고 있다.

## 같이 보기
- 보잉 로터크래프트 시스템
- 에어버스 디펜스 앤드 스페이스
- 노스롭그루먼